# Liste des boursiers Killam, par ordre alphabétique I
| Nom      | Année | Université                    | Discipline           |
| -------- | ----- | ----------------------------- | -------------------- |
| C. Innes | 1998  | Université York               | Littérature Anglaise |
| V. Ivrii | 2002  | Université de Toronto         | Mathématiques        |
| K. Izumi | 1968  | Université de la Saskatchewan | Architecture         |